# ヒメクロウミツバメ
ヒメクロウミツバメ（姫黒海燕、Hydrobates monorhis）は、ミズナギドリ目ウミツバメ科に分類される鳥類。

## 分布
北インド洋、東太平洋
夏季に中華人民共和国東部、ロシア南東部、朝鮮半島周辺で繁殖し、冬季になるとインド洋や紅海へ南下し越冬する。日本では夏季に沖ノ島、沓島、八丈小島、三貫島、日出島、隠岐諸島などに繁殖のため飛来（夏鳥）する。

## 形態
全長17-20cm。翼長14-16.5cm。翼開張35-40cm。体重0.03-0.04kg。和名はクロウミツバメより小型である事に由来する。尾羽には浅く切れこみが入る。全身は黒褐色の羽毛で被われる。大雨覆上面の羽毛は淡褐色で、飛翔時には不明瞭な帯模様（翼帯）に見える。
嘴や後肢の色彩は黒い。

## 分類
本種は以前はウミツバメ属（Oceanodroma）に分類されていたが、近年の研究成果に基づき 現在はオーストンウミツバメ属（Hydrobates）に分類されている。

## 生態
海洋に生息する。
食性は動物食で、魚類、甲殻類などを食べると考えられている。
繁殖形態は卵生。岩の割れ目やオオミズナギドリの古巣、地面に10-200cmの横穴を掘り落ち葉や枯草を敷いた巣に、日本では5-6月に1回に1個の卵を産む。雌雄交代で抱卵し、抱卵期間は約41日。

## 人間との関係
日本ではネズミによる捕食により生息数が減少し、カラス、カモメによる捕食、オオミズナギドリとの競合、繁殖地への人間の侵入などが懸念されている。1935年に三貫島（岩手県）が「三貫島オオミズナギドリおよびヒメクロウミツバメ繁殖地」として繁殖地が国の天然記念物に指定されている。日本国内では比較的大型の繁殖地がある沖ノ島および沓島での1984年における生息数は約1,000羽と推定されている。
絶滅危惧II類 (VU)（環境省レッドリスト）